# 薩頂頂
薩 頂頂（サー・ディンディン、1983年12月27日 - ）は、中華人民共和国の女性歌手。本名は周鵬。河南省平頂山市出身。父親は漢族、母親はモンゴル族。中国人民解放軍芸術学院卒業。

## 経歴
2007年、2つめのアルバム「万物生」を発表。一躍人気歌手となる。

## 主要作品
- 「咚巴啦」（2001年）
- 「万物生」（2007年8月28日）
- 「天地合」（2010年1月26日）[2]
- 「剣雨浮生」（2010）
- 「恩恵」（2011）
- 「恍如来者」（2012年7月3日）
- 「Wonderland」（2014年5月14日）